# Devastatori
I Devastatori (Annihilators) è un immaginario gruppo di personaggi che compare nei fumetti pubblicati negli Stati Uniti d'America dalla Marvel Comics. Sono un gruppo di eroi cosmici nato per salvaguardare la galassia dell'Universo Marvel.

## Storia

### Formazione
Durante la guerra contro il Cancroverso, prima di immolarsi per distruggere Thanos Starlord dice a Cosmo di creare un gruppo composto da potenti guerrieri, dei "pesi massimi" che potessero salvaguardare la galassia ed evitare minacce come Annihilus. Cosmo,una volta reclutati tutti i membri del gruppo li guida su Hala dove sconfiggono Blastaar e gli impediscono di distruggere Attilan.

### Annihilators
Ad "Ovunque", sede dei Devastatori, si teletrasporta un cavaliere spaziale (Ikon) che dice di dover guidare il gruppo come da richiesta di Starlord. Dopo una dimostrazione di forza viene accettata dai Devastatori ed insieme a loro si dirige  nella nebulosa oscura per indagare sul possibile risveglio degli Spettri Neri, La diramazione magica degli Skrull. Il gruppo incontra lo stregone Dottor Dreed, il quale, prima libera la Stella Nera (il sole del mondo degli Spettri) su Galador, dopo di che si teleporta egli stesso su Galador. Una volta raggiunta Galador i Devastatori la trovano sotto attacco, ma Ronan riesce a neutralizzare Dreed e ad imprigionarlo.
Silver Surfer scopre che la matriarca stessa dei Cavalieri Spaziali, Brandy Clark, era alleata degli Spettri Neri perché mentalmente manipolata dalla regina degli Spettri Volx, che compare collegandosi alla mente di Silver Surfer e permettendo all'Araldo di scoprire i suoi piani. Una volta sconfitta, la regina trasporta il gruppo di eroi nel limbo (prigione degli Spettri Neri) dove scoprono che in realtà gli Spettri si sono indeboliti, diventando vittime delle schiere di Immortus. Subito dopo vengono attaccati da Immortus stesso che nonostante la superiorità del suo esercito, ritenendo Quasar importante per il futuro dell'Universo, li lascia andare. Tornati su Galador, i Devastatori scoprono che Dreed è in realtà uno Skrull di nome Klobok, che vuole usare la razza degli Spettri Neri per far risorgere il suo popolo, che dopo Secret Invasion è sull'orlo dell'estinzione. Grazie all'aiuto della regina Volx, furiosa perché Dreed/Klobok voleva sfruttare il suo popolo, gli eroi riescono a fermare il rituale. Per impedire che il sole di Galador e la Stella Nera si tramutino in una supernova, Silver Surfer, Quasar e Ronan uniscono le loro energie formando un sistema di stelle gemelle e creando un sistema stabile in cui le due razze possano finalmente convivere in pace.

### Earthfall
In seguito, durante un tentativo di terminare un conflitto tra due fazioni della Chiesa Universale della Verità, i Devastatori vengono a conoscenza di un complotto per far tornare in vita il Magus. Si recano quindi sulla Terra, luogo prescelto per la resurrezione, ma sono costretti a battersi con i Vendicatori, che, a causa di un'illusione, scambiano i Devastatori per una forza d'invasione. Quasar, Ikon, e l'Uomo Ragno scoprono che il Maguso è emerso dal suo bozzolo, trapiantando la sua essenza nei corpi di molti bambini, sicuro che in questa forma sarà al sicuro dagli attacchi degli eroi. Sfruttando l'energia fideistica raccolta dai suoi seguaci, Magus possiede il 30% della popolazione americana, dividendo la sua energia in molteplici bersagli. Gladiatore cerca di assorbire in sé tutta l'essenza del Magus, in modo da farsi uccidere dai suoi compagni e distruggere definitivamente il nemico, ma Ronan e Iron Man riescono a salvarlo intrappolando Magus in un nuovo bozzolo contenitivo. I Devastatori prendono in custodia il bozzolo depositandolo al confine dello spazio-tempo.

## Membri
I membri originali sono:
- Ikon dei Cavalieri Spaziali di Galador
- Quasar
- Gladiatore, ex Pretore della Guardia imperiale ed attuale Majestor (Imperatore) degli Shi'ar
- Beta Ray Bill
- Ronan l'accusatore
- Silver Surfer (che lascia il gruppo dopo la battaglia di Galador)
- Cosmo reclutatore del gruppo, funge da supporto tecnico dalla base di Ovunque.

## Storia editoriale
Il team è stato originariamente costituito su The Thanos Imperative: Devastation del gennaio 2011 (in Italia su L'ordine di Thanos n. 2 del maggio 2012). In seguito i Devastatori sono stati protagonisti di due miniserie di 4 numeri: Annihilators (marzo - giugno 2011) e Annihilators: Earthfall (settembre - dicembre 2011), pubblicate in Italia su Annihilators vol. 1 (agosto 2012) e vol. 2 (ottobre 2012).